# لحسن الأحمر
 لحسن الأحمر (1980الجزائر) هو لاعب كرة قدم جزائري.

## روابط خارجية
- لحسن الأحمر على موقع قاعدة بيانات كرة القدم.إي يو (الإنجليزية)